# Space Cadet (мини-альбом)
Space Cadet — четвёртый мини-альбом британско-филиппинской певицы и автора-исполнителя Беатрис Кристи Илехай Лаус, более известной как Beabadoobee, вышедший 14 октября 2019 на английском независимом лейбле Dirty Hit. Он был поддержан синглами «She Plays Bass» и «I Wish I Was Stephen Malkmus». Все пять треков были спродюсированы английскими музыкантами Питом Робертсоном (из The Vaccines) и Джозефом Роджерсом. EP также был полностью написан Beabadoobee, а в заглавном треке использована дополнительная гитара Мэтью Хили (из группы The 1975).

## История
Beabadoobee выпустили песню «She Plays Bass» в качестве лид-сингла 21 августа, а второй сингл «I Wish I Was Stephen Malkmus» вышел 19 сентября..
О концепции альбома Эрика Рассел из Teen Vogue написала: «В метком названии Space Cadet („Космический кадет“) автор-исполнитель в значительной степени опирается на разочарование от того, что её не понимают, и неловкую неопределённость, возникающую при приближении к взрослой жизни. На эмоциональном звуковом поле из нечёткого инди-рока, меланхоличного гранжа и лёгкого поп-рока Beabadoobee уверяет слушателей, что это нормально — не вписываться в общество».

## Композиция
В музыкальном плане мини-альбом выполнен в жанре инди-рока и инди-попа. Эрика Рассел из Teen Vogue также написала, что на пластинке присутствует «эмоциональное звучание размытого инди-рока, меланхоличного гранжа и лёгкого поп-рока». Все пять треков Space Cadet были спродюсированы Питом Робертсоном (бывшим барабанщиком The Vaccines) и Джозефом Роджерсом. В заглавном треке также звучит дополнительная гитара коллеги по лейблу Мэтью Хили из группы The 1975, которую Beabadoobee позже поддержат в своём туре Music for Cars Tour.

## Отзывы
| Оценки критиков      | Оценки критиков |
| Источник             | Оценка          |
| -------------------- | --------------- |
| Dork                 | [ 9 ]           |
| Exclaim!             | 8/10            |
| The Line of Best Fit | 8/10            |
| NME                  | [ 12 ]          |

Альбом получил положительные отзывы музыкальных критиков и интернет-изданий. Томас Смит из NME отметил, что Space Cadet «опирается на проницательный почерк Би и является смелой революцией для ещё одного яркого молодого артиста, демонстрирующего отношение поколения Z к тому, чтобы взять что-то проверенное и дать ему новую жизнь». Он отметил, что «судя по этой работе, она готова стать героем в своём собственном праве». Стивен Экройд из Dork написал, что «с самого начала это более полный, более сфокусированный подход к шаблону — неровные гитары и совершенство слэкер-попа». Николь ДеМарко из i-D написала, что EP содержит «некоторые из самых обширных работ Би на данный момент» и отметила, что EP показывает её рост «от артистки из спальни до вундеркинда инди-рока». Харпер Битти из Atwood Magazine высоко оценила «Space Cadet», написав, что «ей удалось искусно продемонстрировать свой диапазон как восходящей артистки, используя при этом знакомый мотив космоса». Кэди Сирегар из The Line of Best Fit написала, что на этой пластинке Beabadoobee «носит своё сердце на рукаве, и ей все равно, кто это видит». Иэн Гормели из Exclaim! отметил, что её способность «извлекать эмоциональную выгоду из таких простых тем, как её лучший друг-басист и любовь к альт-року 90-х», а также «огромная скорость её развития как автора песен говорят о том, что её ждут большие дела».

## Список композиций
| №                   | Название                       | Длительность |
| ------------------- | ------------------------------ | ------------ |
| 1.                  | «Are You Sure»                 | 4:04         |
| 2.                  | «I Wish I Was Stephen Malkmus» | 3:52         |
| 3.                  | «Sun More Often»               | 4:01         |
| 4.                  | «She Plays Bass»               | 3:27         |
| 5.                  | «Space Cadet»                  | 4:24         |
| Общая длительность: | Общая длительность:            | 19:48        |

## Чарты
| Чарт (2019)                                      | Высшая позиция |
| ------------------------------------------------ | -------------- |
| Великобритания (Independent Album Breakers, OCC) | 14             |